# Westertoren (Amsterdam)

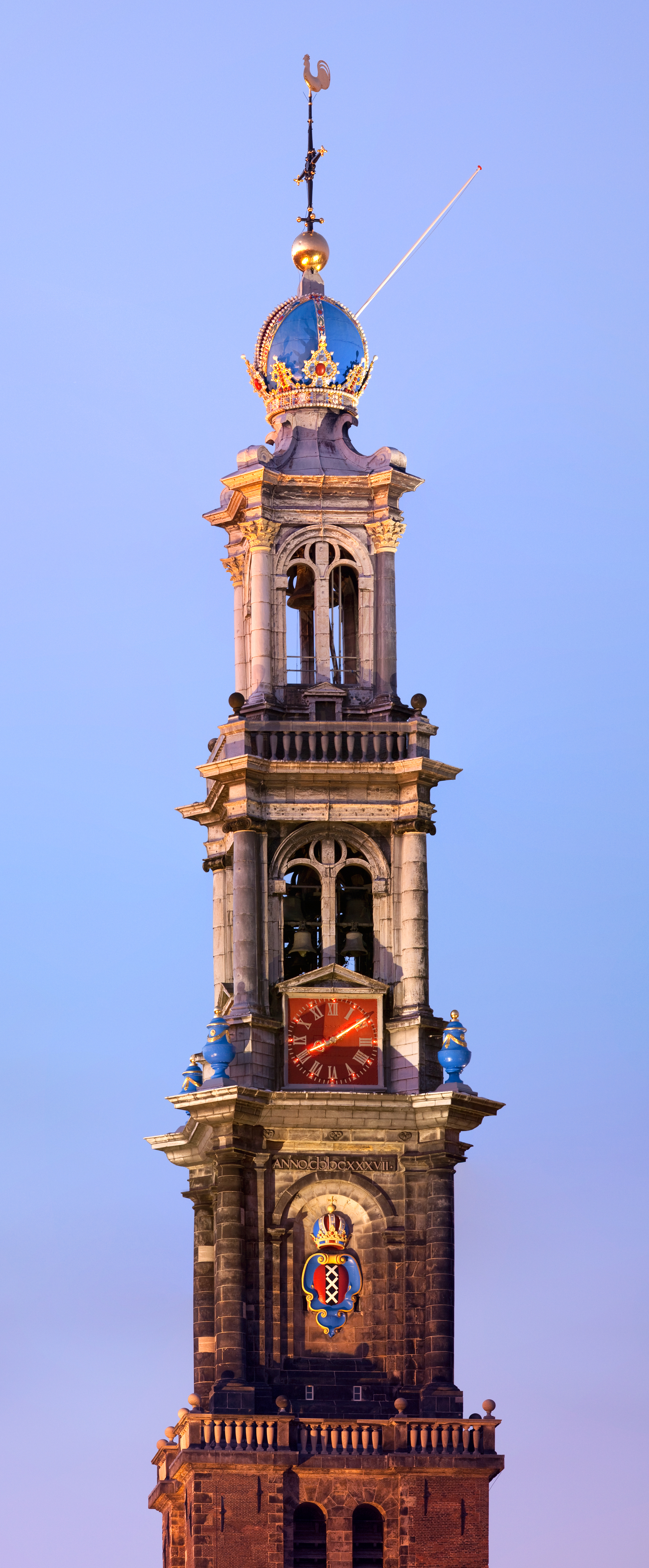
De Westertoren met de keizerskroon

De Westertoren in Amsterdam is de toren van de Westerkerk, aan de Prinsengracht 279, bij de Westermarkt in Amsterdam-Centrum. De toren is eigendom van de gemeente Amsterdam. Vanaf februari 2023 wordt de toren gerestaureerd. Dit zal naar verwachting duren tot begin 2025.

## Bouw

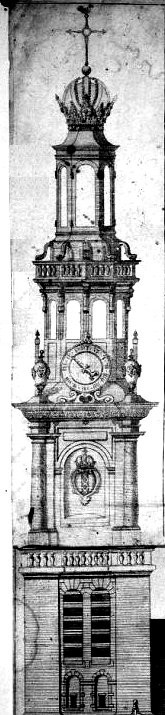
Ontwerp van Westertoren toegeschreven aan Hendrick de Keyser

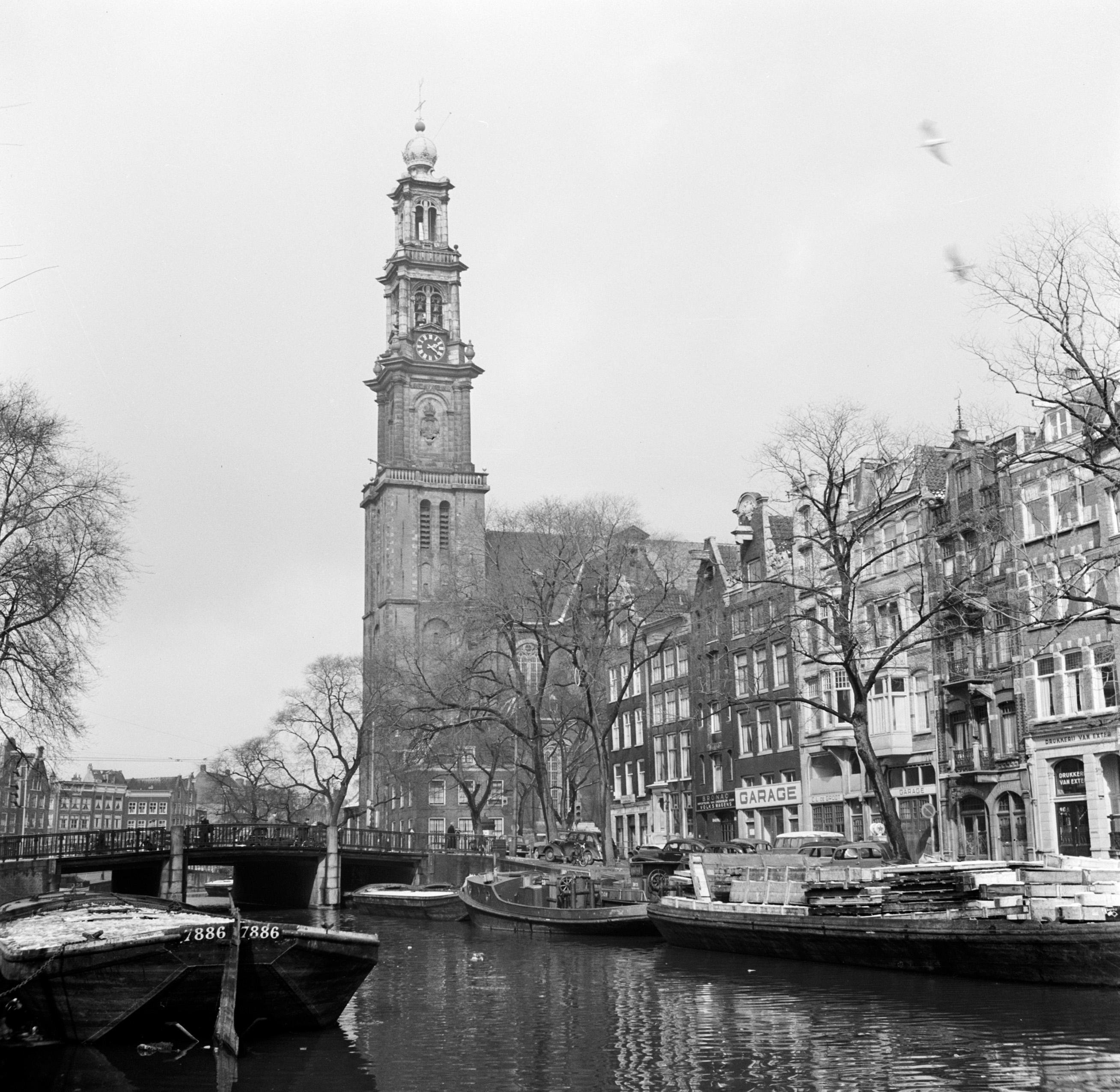
De Prinsengracht met de Westertoren; 1 januari 1955.

De romp van de toren is van baksteen, de bovenbouw bestaat uit drie, in grootte afnemende verdiepingen; de zogenaamde lantaarns. Het eerste deel is van zandsteen. De twee bovenste delen zijn van hout, bekleed met lood. De toren vormt een geheel met de Westerkerk, die tussen 1620 en 1631 in renaissancestijl door de Amsterdamse bouwmeester Hendrick Cornelisz de Keyser (1565-1621) werd ontworpen. Hij was zoon van een meubelmaker uit Utrecht en kwam rond 1591 samen met de stadsingenieur Cornelis Bloemaert naar Amsterdam. De bouw is, naar men aanneemt, onder leiding van zijn zoon Pieter de Keyser (1595-1676) en Cornelis Danckerts de Rij (1561-1634) voltooid. De kerk, die op 8 juni 1631 in gebruik werd genomen, heeft een lengte van 73 meter en een breedte van 29 meter. De toren is voltooid in 1638. Het is de hoogste kerktoren in Amsterdam (ca. 87 meter). Het is niet bekend wie de ontwerper is van de huidige lantaarns. Uit bouwtekeningen blijkt dat Hendrick de Keyser een achtkantige lantaarn ontwierp. De huidige vorm wordt in verband gebracht met Jacob van Campen die bij de voltooiing van de toren betrokken was.
De toren staat scheef. Ter hoogte van de kroon gemeten staat de toren 88 cm uit het lood. De afwijking werd ook bij de laatste restauratie niet zorgwekkend geacht. Van eind januari 2023 tot begin 2025 zijn er herstelwerkzaamheden aan de Westertoren.

## Beklimming

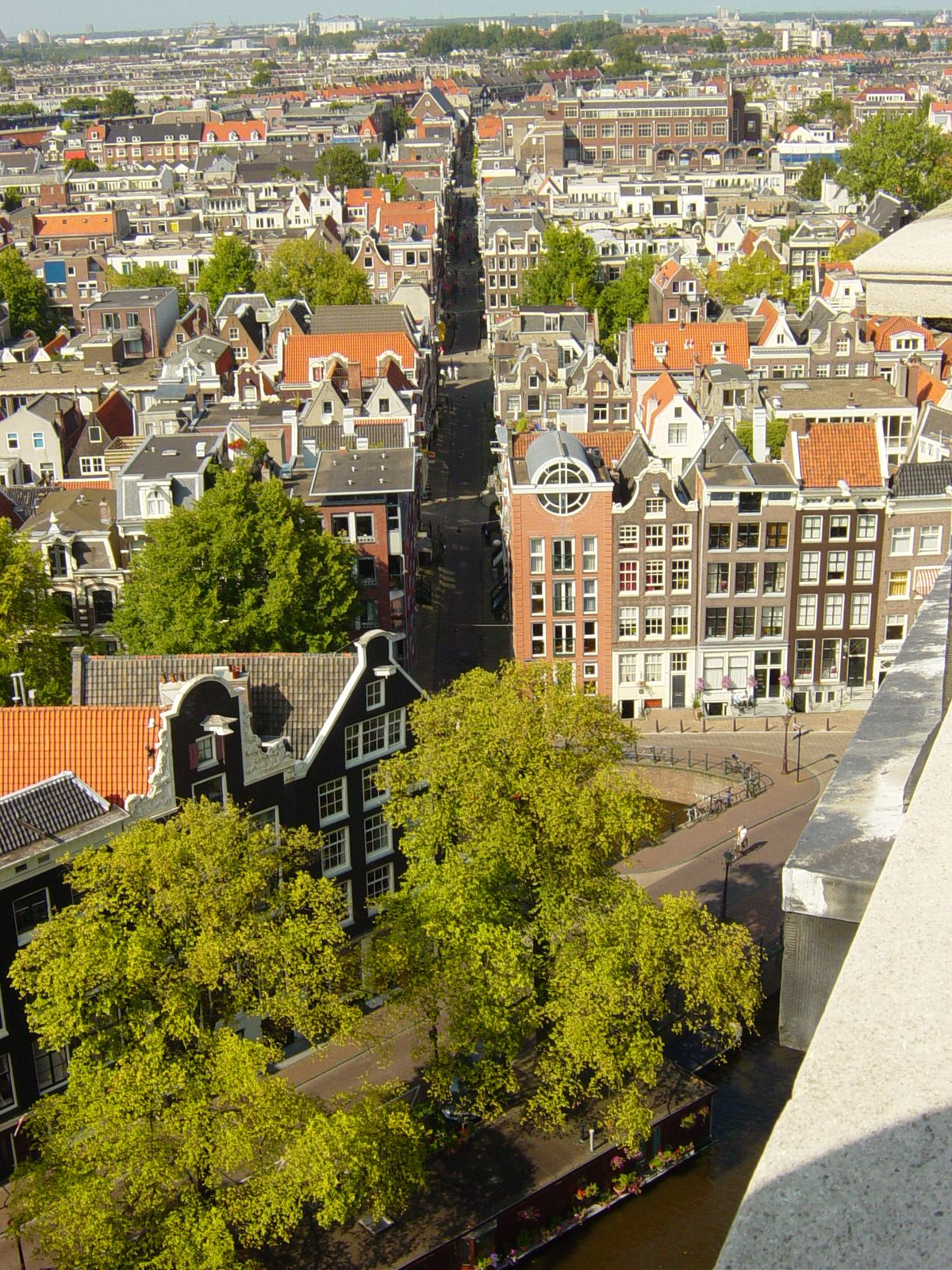
Uitzicht op de Jordaan vanaf de Westertoren.

De toren was in de zomer tegen betaling voor kleine groepen onder leiding van een gids te beklimmen tot aan het eerste balkon, vanwaar men uitzicht heeft over de oude stad en de voormalige volkswijk de Jordaan. Tijdens de restauratie is de toren gesloten voor het publiek. In de toren is een kleine expositie van oude Hemony-klokken die bij de restauratie in 1959 uit het carillon zijn gehaald. Er zijn gebruikte beiaardklavieren te zien, zoals het 17e-eeuwse klavier waaraan enkele verwijderde klokken zijn aangesloten.

## Geliefd en veel bezongen

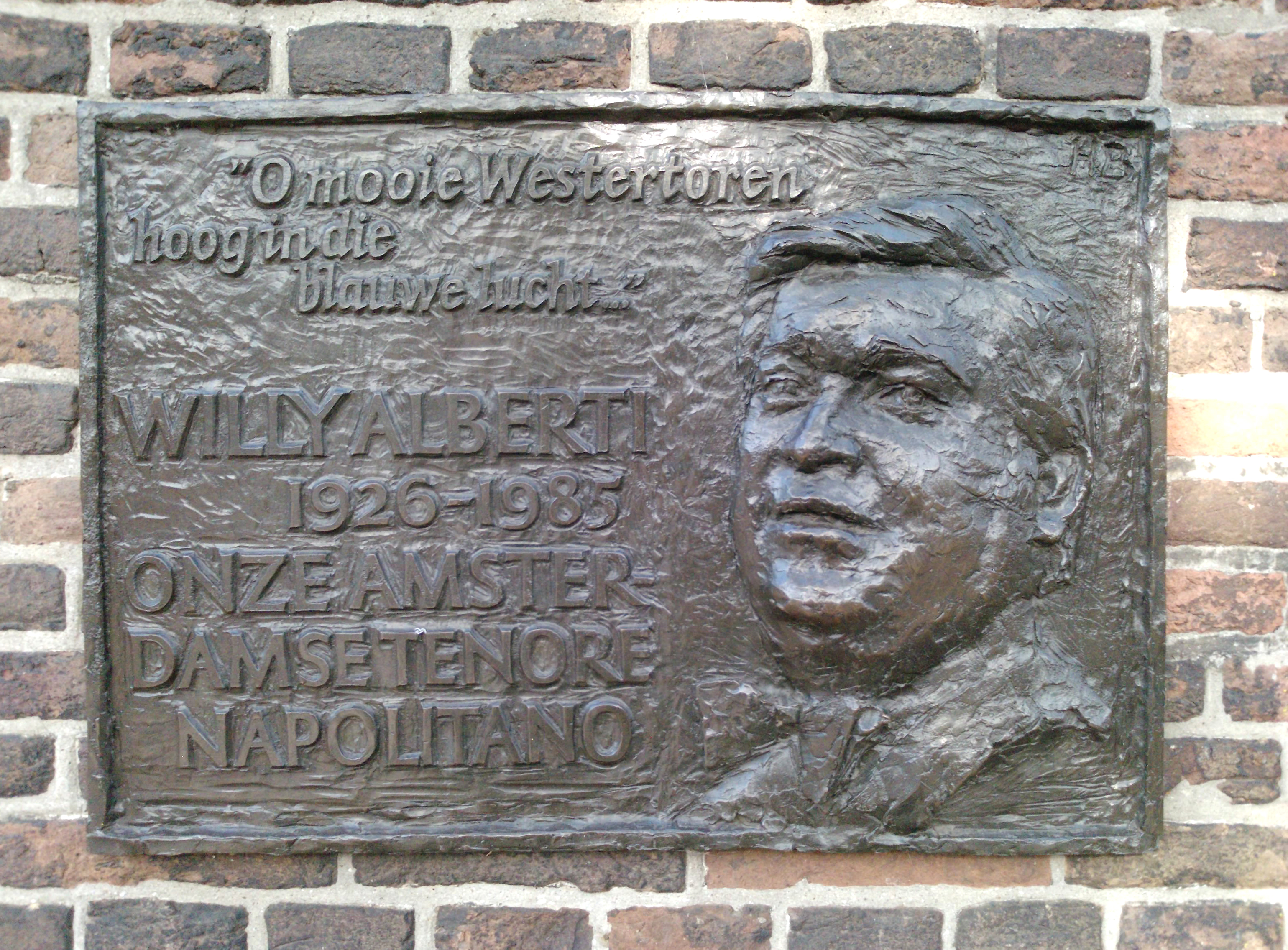
Willy Alberti op plaquette door Hans Bayens.

De toren, die in de omgeving van verre is te zien, is bijgenaamd "Lange Jan" of "De ouwe Wester". Hij is veel bezongen en beschreven. In 1637, het jaar waarin de gekroonde spits van de toren gereed kwam, schrijft Joost van den Vondel in zijn toneelstuk Gijsbrecht van Aemstel, hoe de stad "haer kroon tot aen den hemel toe" zal verheffen. Anne Frank schrijft in haar dagboek hoe zij vanuit haar onderduikadres vlakbij aan de Prinsengracht 263 het carillon hoorde. Theo Thijssen liet zijn held Kees de jongen dromen, dat de toren instortte en zangers als Johnny Jordaan en Willy Alberti bezongen met liefde "de Parel van onze Jordaan". Aan de voet van de toren is een plaquette aangebracht ter herinnering aan Willy Alberti.

## Keizerskroon

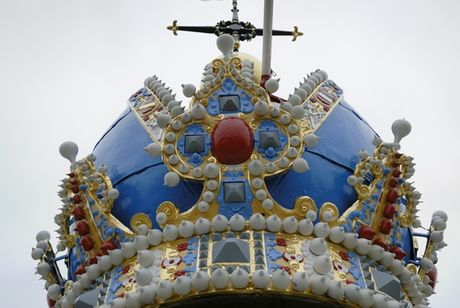
Kroon Westertoren

De toren wordt bekroond met de keizerskroon. In 1489 gaf Maximiliaan I, die in 1508 tot keizer werd gekroond, de stad het recht de heraldische kroon in het wapen van Amsterdam te voeren als dank voor de steun die de stad hem betoonde gedurende de Hoekse en Kabeljauwse twisten. Op de torenspits en boven de wapenschilden zijn de kronen vormgegeven naar het model van de Rudolfinische keizerskroon. In het Rembrandtjaar 1906 was de kroon op de spits goudgeel geschilderd. Bij de restauratie in het Rembrandtjaar 2006 werden deze kroon, de siervazen die de wijzerplaten van het uurwerk flankeren en de ornamenten rond de wapenschilden teruggebracht in de oorspronkelijke kleur blauw.

## Romeinse cijfers

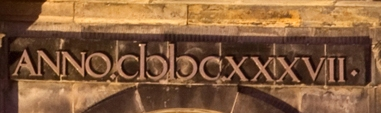
Jaartal in Romeinse getallen boven het stadswapen.

Boven de gekroonde wapenschilden op vier kanten van de spits staat in Romeinse cijfers in goud uitgevoerd het jaar van de oplevering van de toren. De eerste twee tekens zien er anders uit dan de Romeinse cijfers die wij gewend zijn. Dit komt omdat de Romeinen eerst een andere schrijfwijze hanteerden voor grote getallen. Paar voorbeelden:
| Getal in Romeinse cijfers | Betekenis |
| ------------------------- | --------- |
| IƆ (gelijk aan D)         | 500       |
| CIƆ (gelijk aan M)        | 1000      |
| CIƆCIƆ                    | 2000      |
| CCIƆƆ                     | 10 000    |
| CCCIƆƆƆ                   | 100 000   |
Het eerste teken is dus een soort I met oortjes (CIƆ), dit geeft het duizendtal aan. Het tweede teken is een soort I met een oortje (IƆ) voor vijfhonderd. Na de
eerste twee tekens staan er weer herkenbare tekens. De "C" is 100, "XXX" is dertig, en "VII": 7. Het geheel, "anno CIƆ IƆ C XXX VII", geeft aan: 1000 / 500 + 100 / 30 / 5+2, of: "in het jaar 1637".

## Slag- en luidklokken

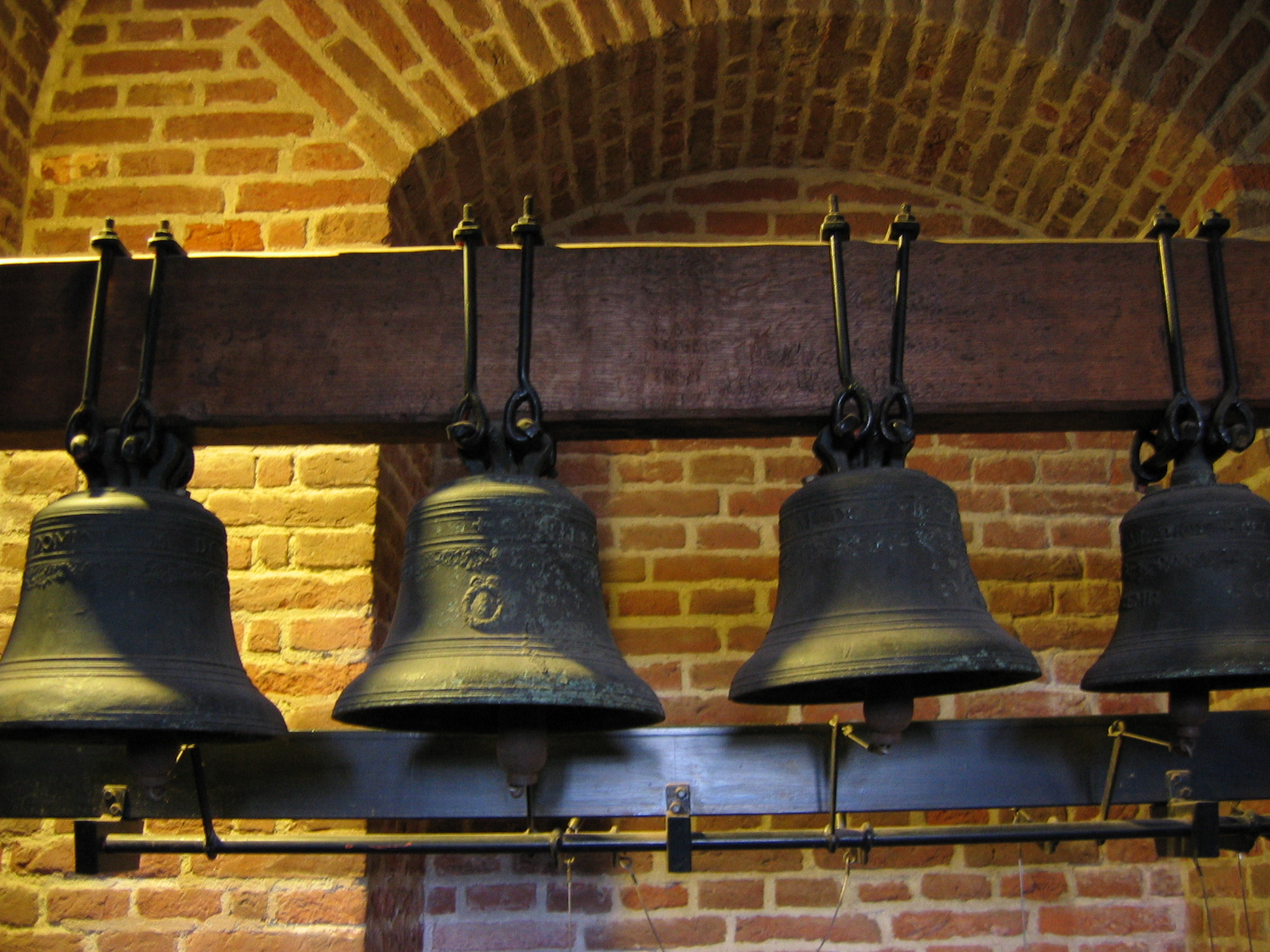
Enkele klokjes die in 1959 zijn vervangen worden in de toren geëxposeerd.

De slagklokken zijn van Assuerus (Ahasverus) Koster uit 1636 en dienen om het uur en half uur aan te kondigen maar spelen niet mee in het carillon. De uurslagklok (7509 kg) met slagtoon F0 die bovenin bij de carillonklokken hangt, is de zwaarste klok van Amsterdam. Hij kreeg als opschrift 'VERBUM DOMINI MANET IN ETERNUM - ASSUERUS KOSTER ME FECIT AMSTELDAMI 1636'. Het opschrift heeft betrekking op de eerste brief van Petrus, hoofdstuk 1 vs 25, en betekent: Het Woord des Heren blijft in eeuwigheid - Ahasverus Koster maakte mij in Amsterdam 1636. Het was destijds een protestantse leuze. De halfuurklok A0  ook van Koster hangt helemaal boven vlak onder de keizerskroon. De randschriften van deze klok zijn tot heden niet teruggevonden in de literatuur.
Op een lagere verdieping van de toren ter hoogte van het dak van de kerk achter de galmborden hangen drie luidklokken in een eikenhouten klokkenstoel. Deze drie luidklokken zijn oorspronkelijk alle drie gegoten door François Hemony in 1658. De grootste (3137 kg) b0 werd nadat ze in 1686 na 27 jaar was gebarsten opnieuw gegoten door zijn leerling en neef Claude Frémy en is sinds 2006 ook als Bes0 aangesloten op het (pedaal)klavier van het carillon. Ze heeft als opschrift: So menighmael gy hoort den helderen klockenslagh gedenckt aendachtelyck aen uwen jongsten daech. De andere twee luidklokken van François Hemony dis1 en fis1, hebben als opschrift Het onrust van den tyd rust nimmermeer de tyt verkeert maer nimmer keert hy weer en de kleinste: De klock verweckt onse aendacht door het oor 't Geloof aen Godt verkryght men door 't Gehoor. De luidklokken worden een kwartier voor de kerkdienst gedurende vijf minuten met de hand geluid en dienen hoofdzakelijk om kerkdiensten aan te kondigen. Tijdens de kerkdienst worden ze ook aan het einde van de dienst bij het bidden van het 'Onze Vader' geluid. De luidklokken worden ook betrokken bij de restauratie in 2024

## Carillon
In de lantaarn boven de wijzerplaten hangt het carillon nu weer in de vensters. Van het oorspronkelijke carillon dat François Hemony in 1658 goot voor de Westertoren, klinken tegenwoordig slechts nog de zwaarste 14 klokken, de kleinere werden in het Hemony-jaar 1959 vervangen door moderne exemplaren en aangevuld tot vier octaven. De hele reeks klokken is gestemd in de middentoonstemming naar de in de 17de eeuw gebruikelijke 'cornettoon'. In vergelijking met de hedendaagse toonhoogte transponeert de beiaard een halve toon omhoog. In het boek De zingende torens van Amsterdam uit 1947 van Bep Bijtelaar valt te lezen dat het niet het eerste klokkenspel voor de Westertoren was. In 1644 ontving de beroemde waterbouwkundige en molenmaker Jan Adriaanszoon Leeghwater een niet onaanzienlijk bedrag voor levering van een nieuw speelwerk. Of hij ook klokken voor deze toren heeft gegoten is volgens André Lehr zeer onwaarschijnlijk. Het is weer wel mogelijk dat hij gebruikmaakte van de aanwezige klokken waarvan de maker onbekend is. Mogelijk waren ze ook door Assuerus Koster gegoten. Hier is echter geen bewijs voor gevonden. Wie ze ook maakte, het is duidelijk dat deze klokken verre van zuiver klonken in de oren van de Amsterdammers in de 17e eeuw. Het gemeentebestuur van Amsterdam schafte daarom ook voor de Westertoren zo'n Hemony-klokkenspel aan in 1658. François en zijn broer Pieter Hemony waren immers de eerste klokkengieters die carillonklokken (inclusief de boventonen) volkomen zuiver wisten te stemmen. Het klokkenspel werd gegoten in de stadsklokkengieterij aan het Molenpad waar François Hemony op dat moment werkte. De hele inrichting van de beiaard, het uurwerk en de speeltrommel en de montage van de klokken waren een werkstuk van Jurriaen Spraeckel uit Zutphen (1659), daarvan is alleen nog de grote smeedijzeren speeltrommel voor het automatische speelwerk nog aanwezig en functioneert nog steeds het hele etmaal rond. (Met uitzondering van tijdens de restauratie) Ook staan er in de toren nog enkele slagwerken die niet in gebruik zijn. Het uurwerk van Spraekel is niet meer aanwezig. 
 Luister naar de speeltrommel met de herkenningsmelodie van de tv-serie Baantjer van Toots Thielemans.
In 1699 werden nog drie kleine klokjes toegevoegd gegoten door Claes Noorden de meesterknecht van Claude Frémy en al eerder van François Hemony. Op de flanken van deze klokjes staat de naam van de weduwe: Catrina ter Wege w(eduwe) van Claude Frémy. Aan het nog steeds in de toren aanwezige klavier is te zien dat hiervoor enkele toetsen zijn toegevoegd, dwars door de zijstijlen van het klavier heen.
Hierna veranderde er weinig tot men in 1959 tot de conclusie kwam dat het klokkenspel erg dof klonk en grote afwijkingen in de onderlinge toonhoogte had. Vooral de kleine klokken van het hoogste derde octaaf hadden zwaar te lijden gehad van de luchtvervuiling. Deze werd veroorzaakt door het stoken van kolen in de stad en de gassen die opstegen uit de grachten. Van alle Hemony-carillons in Amsterdam was de Westertoren er het slechtst aan toe tot 1959. En aldus werd dat jaar besloten dit carillon te renoveren en uit te breiden tot vier octaven waaraan in 1991 nog eens drie klokken zijn toegevoegd. De nieuwe klokken werden gegoten door de Klokkengieterij Eijsbouts uit Asten die hierbij in 1959 ook een nieuw tractuursysteem introduceerde, het zogenaamde 'Easysysteem' wat ondertussen alweer achterhaald is en bij een van de latere restauraties uit de toren is verdwenen. De laatste keer dat het carillon is verbeterd was tijdens de torenrestauratie van 2024. Tegenwoordig bestaat dit klokkenspel uit 51 klokken. Het carillon wordt na de restauratie weer wekelijks op dinsdag van twaalf tot een bespeeld door de stadsbeiaardier Boudewijn Zwart de huidige stadsbeiaardier van de Westertoren.Tweemaal per jaar wordt het automatische speelwerk (de speeltrommel) van nieuwe melodieën voorzien door de stadsbeiaardier die hiervoor ook de arrangementen bedenkt en maakt. Het carillon van de Westertoren speelt (na de restauratie) dag én nacht om de tijd te laten horen ieder kwartier met het uit 1659 daterende automatische speelwerk. Deze traditie bestaat al zolang er een carillon in de toren hangt. En tegenwoordig ook op uitdrukkelijk verzoek van veel mensen in de Jordaan. Toen iemand rond kerst enkel jaren geleden hier tegen protesteerde, hing de buurt vol met posters van de toren met de tekst: "In de Jordaan geen Stille nacht". Tijdens de restauratie zijn de klokken deels uit de toren en zal het klokkenspel dus niet te horen zijn. Op 21 maart 2023 gaf de stadsbeiaardier van Amsterdam Boudewijn Zwart het laatste concert voor de restauratie. Het verroeste frame in de toren van het klokkenspel zal worden verwijderd omdat de klokken weer in de vensters komen te hangen zoals het op oude afbeeldingen is te zien met klepels voor het handspel in de klokken en enkele overstekende hamers voor het automatische speelwerk aan de buitenkant zichtbaar vanaf de straat. Adviseur is Gideon Bodden de andere stadsbeiaardier van Amsterdam. Hij begeleidt deze restauratie en heeft de plannen daarvoor gemaakt. Er verandert weinig aan de klokken zelf. Een van de nieuwe klokken uit 1991 wordt van een kroon voorzien om met de overige klokken in de vensters aan vier zijden te worden opgehangen. Precies zoals op oude afbeeldingen is te zien. De situatie van het klokkenbestand blijft onveranderd dus de nieuwe klokken uit 1959 en 1991 worden weer hergebruikt. De oude Hemony klokken worden in de toren bewaard. Ook de luidklokken worden bij de restauratie betrokken. De zwaarste van de drie van Claude Fremy is als laagste toon op het pedaalklavier aangesloten van het carillon.

## Tijdmeting ijkpunt
De locatie van de Westertoren was het ijkpunt voor de Amsterdamse Tijd (UTC+0:20), de officiële tijd van Nederland van 1909 tot en met 1937.